# Franco Manzoli
Franco Manzoli, meglio conosciuto come Ciccio (Milano, 9 settembre 1956), è un velista italiano.
Comincia ad andare in barca a quattordici anni su un Dinghy 12 piedi avuto in regalo dal padre invece del "tanto desiderato" motorino.
Dal 1974 partecipa a numerose regate fra cui: Settimana delle Bocche, Campionati del Mediterraneo, Campionati Italiani IOR, Middle Sea Race, regate di primavera di Alassio, campionati invernali.
Nel 1982, insieme al fratello Maurizio, arma l'half tonner "Attenti a quei due", con il quale partecipa al campionato del mondo di Atene.
Nell'inverno del 1983 effettua la sua prima traversata oceanica. Nelle successive stagioni dal 1986 al 1989 fa parte dell'equipaggio di "Easy Perfection" e "Indulgence" partecipando a svariate regate nonché ai campionati mondiali Three Quarter Ton.
Nel 1988 dopo un accurato restauro viene varato "Ganbare", il glorioso One Tonner progettato da Doug Peterson nel 1973 e considerato da molti il capostipite della moderna generazione di barche da regata, con il quale ottiene una serie di importanti successi.
Nel 1992 a bordo di un Moana '27 dello studio Malingri partecipa alla Europe One Star (Ostar), la più antica regata transatlantica in solitario.
Pur alla sua prima esperienza, e avendo a disposizione una barca di serie di soli 27 piedi, riesce comunque a ottenere un risultato di tutto rispetto, concludendo la regata in ventisei giorni e piazzandosi al terzo posto nella sua classe.
Nel 1993 vara il trenta piedi "Extralarge" con il quale prende parte alla Round Britain and Ireland Race nel mare del nord e grazie a queste esperienze oceaniche comincia a lavorare al progetto "Golfo Tigullio", che verrà varato nel 1995 e con il quale otterrà importanti vittorie nelle regate d'altura del Tirreno fra cui la Roma per Due, la Corsica per Due, la Giraglia, la Due Scogli per Due.
Nel 1996 Franco partecipa per la seconda volta alla Ostar arrivando in buona posizione nonostante le numerose avarie tecniche.
Con il catamarano Open di 30 piedi "Golfo Tigullio", progettato in collaborazione con Franco Malingri, vince la Corsica per Due 1998 stabilendo il nuovo record assoluto in sole 58 ore, e la Roma per Due 1999.
Alla fine del 1999 comincia i lavori sul 35 piedi "Cotonella" in vista della sua terza partecipazione consecutiva alla Ostar, da cui dovrà ritirarsi a causa di un problema tecnico/strutturale.
Nel 2000 ha inizio il progetto "CotonellaTri", un trimarano di 40 piedi progettato e costruito da Franco con l'aiuto di molti amici. Dopo diverse vittorie in regate nel Mar Mediterraneo, "CotonellaTri" è il primo assoluto a tagliare il traguardo di Newport della Ostar 2005.
Nel 2008 partecipa alla Québec - Saint-Malo insieme a Giovanni Soldini, Marco Spertini e Tommaso Stella sul class40 "Telecom Italia".